# Grupo de Frixo

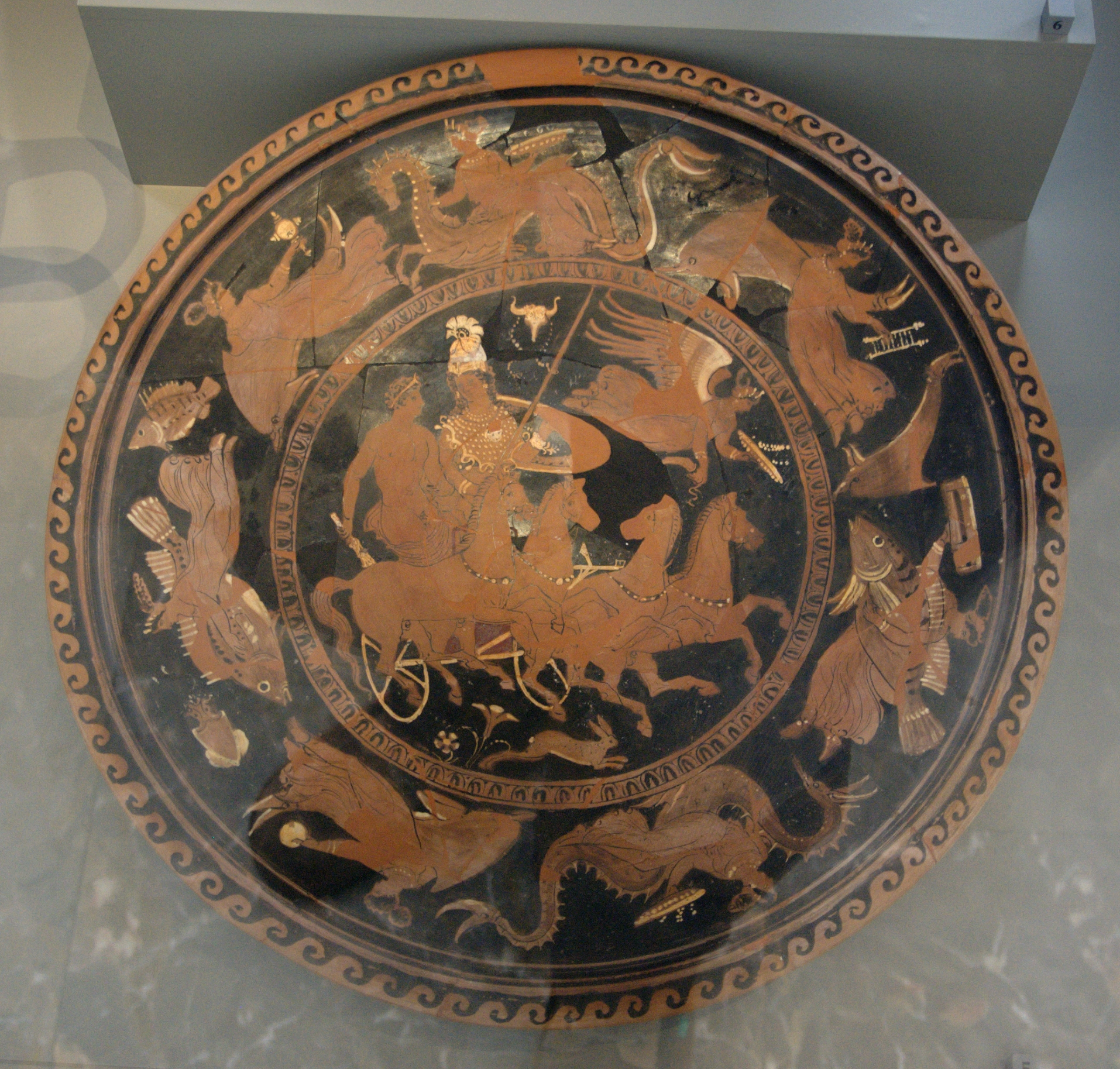
Plato de Heracles.

El Grupo de Frixo es el nombre dado a un grupo de pintores de vasos de Apulia del tercer cuarto del siglo IV a. C. Recibió su nombre convenido por la representación de la figura mitológica de Frixo en uno de sus vasos. En él, Frixo cabalga sobre un carnero a través del mar. Varios peces se agrupan a su alrededor. Gracias a estos peces, fue posible asignar otros platos de peces al grupo. Se considera que el Taller del Inframundo de Darío, al que se atribuye, produjo los vasos apulios de figuras rojas de mayor calidad de la época. No está claro si el grupo estaba formado por varios artistas o solo por el principal representante, el Pintor de Frixo. A él se atribuye el vaso que da nombre al grupo.